# 钟武县 (湖南)
钟武县，中国古县名。
西汉时设置，治所在今湖南省衡阳县西南武水北，属零陵郡。元康元年（前65年），封长沙顷王刘附朐子刘度为钟武侯。后侯国徙江夔郡境内，仍为县。东汉永建三年（128年），改名重安县。 